# Florian Bauer (Synchronsprecher)
Florian Bauer (* 24. April 1979 in München) ist ein ehemaliger deutscher Synchronsprecher.

## Werdegang
Bauer wuchs in München auf und erlangte im Alter von zehn Jahren seine ersten kleineren Sprechrollen. In den 1990er-Jahren war er an mehreren  Filmproduktionen sowie einigen Fernsehserien beteiligt. Anfang der 2000er-Jahre entschied er sich für einen anderen Lebensweg. In den Folgejahren nahm er nur noch vereinzelt Rollenangebote an, meist für Anime-Serien, und zog sich dann schließlich vom Synchronsprechen zurück. Er lebt heute im Landkreis Fürstenfeldbruck bei München.

## Synchronisation (Auswahl)
- 1991: Critters 3: Leonardo DiCaprio als Josh
- 1991: Vier unter einem Dach: Matthew Lawrence als Zach Collins (Serie)
- 1991–1992: Eerie, Indiana: Justin Shenkarow als Simon Holmes (Serie)
- 1991–1993: Zwei Supertypen in Miami: Georgie Cranford als Little Tyson (Serie)
- 1992: Kevin – Allein in New York: Macaulay Culkin als Kevin McCallister
- 1992: Großvaters Geständnis: Jesse R. Tendler als Danny Dunmore
- 1993: Im Bann des Zweifels: Rider Strong als Pete Braswell
- 1994: Richie Rich: Jonathan Hilario als Pee Wee
- 1994: Die unendliche Geschichte 3 – Rettung aus Phantásien: Jason James Richter als Bastian
- 1995: Elisa: Sekkou Sall als Ahmed
- 1996: Glasgow Trainspotting – Small Faces: Iain Robertson als Lex Maclean
- 1997: Der Eissturm: Tobey Maguire als Paul Hood
- 1998: Im Sternzeichen des Todes: Guido Cocomello als Bip
- 1999: Gottes Werk & Teufels Beitrag: Tobey Maguire als Homer Wells
- 2002: Nur mit Dir: Clayne Crawford als Dean